# Värmeödem
Värmeödem är ett tillstånd vid kroppslig överhettning vid varmt väder som innebär att kroppsdelar sväller upp (ödem) vilket typiskt drabbar händer och anklar. Värmeödem drabbar oftare kvinnor än män, oftare äldre än yngre, och uppkommer ofta de första dagarna vid väderomslag till varmare temperaturer eller vistelse i tropiska klimat. Alla kan drabbas av värmeödem, oberoende av kön eller ålder.
Ödemet är ett tecken på att personen har svårt att anpassa sig fysiologiskt till hetta. För att sänka kroppstemperaturen uppkommer vasodilation i företrädesvis händer och fötter, vilket leder till vätskeansamling i kroppsdelarna. Det ökade hydrostatiska trycket i kärlen gör att vätskan sprider sig till omkringliggande vävnader. Detta märks som svullnad.
Till skillnad från många andra slag av ödem, ska inte tillståndet behandlas med vätskedrivande medel. Ödemet går över när personen acklimatiserat sig.
I sig är värmeödem tämligen ofarligt. Det finns inga vetenskapliga belägg för att värmeödem är en första varning att personen riskerar att drabbas av värre värmerelaterade sjukdomstillstånd som exempelvis värmeslag. Ett sådant samband kan dock inte uteslutas.